# Vester Nebel Sogn (Kolding Kommune)
Vester Nebel Sogn ist eine Kirchspielsgemeinde (dän.: Sogn) im südlichen Dänemark. Bis 1970 gehörte sie zur Harde Brusk Herred im damaligen Vejle Amt, danach zur Egtved Kommune im erweiterten Vejle Amt, die im Zuge der  Kommunalreform zum 1. Januar 2007 in der „neuen“  Kolding Kommune in der Region Syddanmark aufgegangen ist.
Im Kirchspiel leben 2293 Einwohner, davon 2007 im Kirchdorf (Stand:1. Januar 2023). Im Kirchspiel liegt die Kirche „Vester Nebel Kirke“.
Nachbargemeinden sind im Osten Almind Sogn, im Süden Harte Sogn, im Südwesten Lejrskov Sogn und im Westen Jordrup Sogn, ferner in der nördlich benachbarten Vejle Kommune Egtved Sogn und Ågård Sogn.